# Бої за Станиславів (1809)
Бої за Станиславів 1809 — події в ході австро-польської війни 1809 року між армією Австрійської імперії та Польських військ герцога Фрідріха Августа І.

## Історія
У 1809 році розпочались бойові дії 1809 року спрямовані на відновлення Польської державності в коаліції Варшавського герцога Фріріха Августа І за підтримки Наполеона проти Австрії.
У червні 1809 року польські кінні стрільці Юзефа Понятовського увірвались до міста та звільнили його від австрійських військ. В кінці липня австрійські війська під командуванням генерала Мерфельда повернули контроль над містом. Дані події стали першою польською військовою спробою відновити кордони Речі Посполитої в Галичині.

## Дивитись також
- Бої за Станиславів (1704)
- Оборона Станиславова (1739)
- Оборона Станиславова (1764)
- Битва за Станиславів (1914-1917)
- Бої за Станиславів (1919)
- Бої за Станиславів (1939)
- Бої за Станиславів (1941)